# Жуакин-Набуку (Пернамбуку)
Жоакин-Набуку (порт. Joaquim Nabuco) — муниципалитет в Бразилии, входит в штат Пернамбуку. Составная часть мезорегиона Мата-Пернамбукана. Находится в составе крупной городской агломерации. Входит в экономико-статистический микрорегион Мата-Меридиунал-Пернамбукана. Население составляет 15 953 человека на 2007 год. Занимает площадь 122 км². Плотность населения — 131 чел./км².
Праздник города — 4 июня.

## История
Город основан в 1892 году.

## Статистика
- Валовой внутренний продукт на 2005 год составляет 68 433 000 реалов (данные: Бразильский институт географии и статистики).
- Валовой внутренний продукт на душу населения на 2005 год составляет 4260 реалов (данные: Бразильский институт географии и статистики).
- Индекс развития человеческого потенциала на 2000 год составляет 0,613 (данные: Программа развития ООН).

## География
Климат местности: тропический. В соответствии с классификацией Кёппена, климат относится к категории As'.